# Friedrich Georg Pape

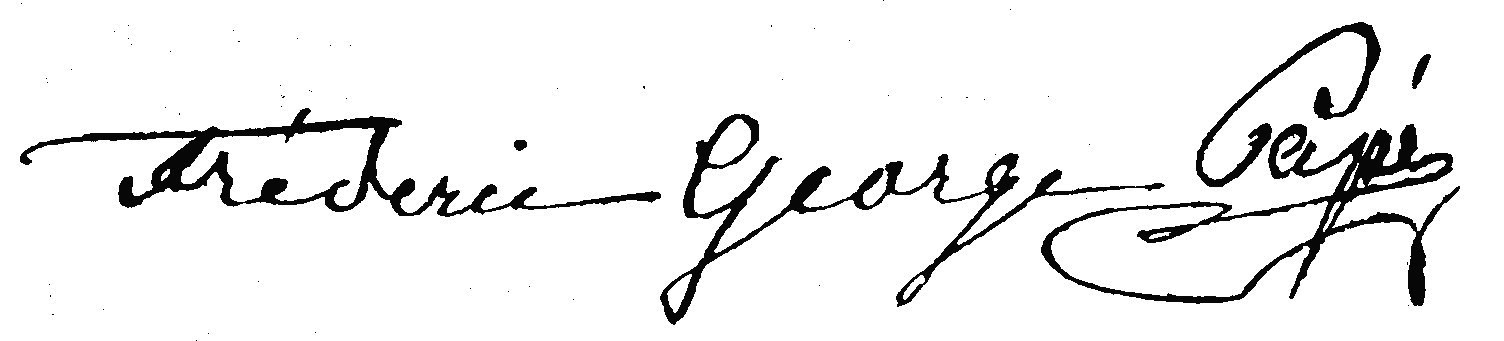
Autograph von Friedrich Georg Pape

Friedrich Georg Pape (* 3. Juli 1763 in Bracht, heute Fehrenbracht, Gemeinde Finnentrop; † 11. Mai 1816 in Trier) gehörte zunächst dem Prämonstratenserorden an und zählte später zu den deutschen Jakobinern der Mainzer Republik.

## Herkunft und Ausbildung
Pape war ein Sohn des Landwirtes Hermann Theodor Pape und dessen Frau Anna Sofia, geborene Hoffe, genannt Schulte, aus Schliprüthen. Er besuchte seit 1780 das Gymnasium Laurentianum in Arnsberg. An der Bonner Akademie studierte Pape in den Jahren 1783 und 1784 Rechtswissenschaften und Theologie. Im Jahr 1784 kehrte er ins Kloster Wedinghausen als Konventuale zurück. Von den meisten üblichen klösterlichen Pflichten entbunden, wurde er Lehrer am Laurentianum. Einige Jahre später kam Pape um 1789 in Kontakt mit der rationalistischen Theologie von Eulogius Schneider. Am 14. August 1790 promovierte er bei Andreas Spitz. Zurück in Wedinghausen stießen die von ihm vorgetragenen theologischen Ansichten insbesondere beim Abt Franz Joseph Fischer auf Ablehnung. Im zu Wedinghausen gehörenden Kloster Oelinghausen veranlasste er einige der dortigen Chorfrauen, sich über das angeblich autoritäre Verhalten des dortigen Propstes zu beschweren und um eine Visitation des Konvents zu ersuchen. Seine rationalistischen Anschauungen legte Pape 1791 in der Schrift Pragmatische Geschichte der christlichen und vorzüglich der deutschen Kirche nieder. Die Arbeit erschien anonym: „Von einem deutschen Priester.“ Möglicherweise in diesem Zusammenhang kam es zur Durchsuchung von Papes Zelle, seinem Schreibpult und zu verschiedenen Strafmaßnahmen. Pape war mit Franz Wilhelm von Spiegel befreundet und beschwerte sich über diesen beim Kölner Kurfürsten Maximilian Franz von Österreich über das „gesetzwidrige Vorgehen“ der Klosteroberen und ersuchte um die „Vernichtung des Blendwerkes unserer klösterlichen Verfassung“ nach. Der Kurfürst entsandte den geistlichen Rat Balduin Neesen zur Visitation der Klöster Wedinghausen, Rumbeck und Oelinghausen. Dieser folgte im Wesentlichen den Beschwerdeführern um Pape und entwarf eine Reformverordnung. Der Kurfürst milderte diese nur etwas ab. Dazu gehörte auch die Verpflichtung jedes Jahr zwei junge Geistliche an die Universität Bonn zu schicken. Zur ersten Gruppe gehörte auch Pape. Der Kurfürst hatten ihn für zukünftige Führungspositionen in Wedinghausen im Sinn. Pape erregte durch sein ungeistiges und unbescheidenes Verhalten Missfallen an der Universität. Die Kritik erstreckte sich auch auf seine Förderer von Spiegel und Neesen.

## Anhänger der Revolution
Pape verließ das Kloster und ging nach Straßburg, wo sich ein Kreis rationalistischer Theologen gebildet hatte. Für einige Monate amtierte er als Vikar in Sélestat danach kurze Zeit in derselben Funktion in Straßburg. Auf Empfehlung von Anton Joseph Dorsch, aus Mainz und des Bischofs Arbogast Martin erhielt Pape 1792 eine Stelle als Professor („vicaire directeur“) am Seminar in Colmar. Er verfasste in dieser Zeit den ersten Band einer teils heftig kritisierten, teils wohlwollend aufgenommenen Kirchengeschichte.
Da es der revolutionstreuen Schule an Zöglingen mangelte, musste Pape die Stelle wieder aufgeben und wurde Pfarrer von Wihr-au-Val. Die von ihm initiierte Gründung eines Jakobinerclubs führte zu Spannungen in der Gemeinde und Pape war anschließend kurze Zeit Pfarrer von Riedwihr.
Am 8. November 1792 ging er als Beauftragter des Départements Haut-Rhin in das von Frankreich besetzte deutsche Gebiet, um dort für die Ideale der Revolution zu werben. Als solcher kam er nach Mainz. Dort trat Pape am 20. November 1792 der dortigen Gesellschaft der Freunde der Freiheit und Gleichheit, dem Mainzer Jakobinerklub bei.

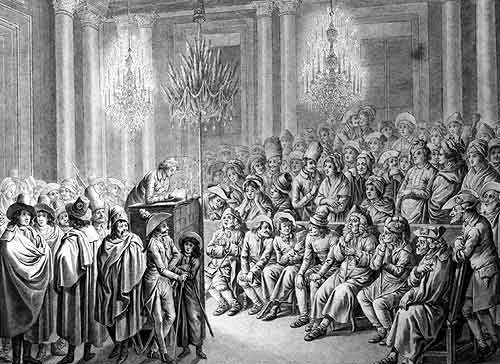
Versammlung des Mainzer Jakobinerclubs im ehemaligen kurfürstlichen Schloss: Pape trug seine Thesen zum Verhältnis der französischen Verfassung zur katholischen Kirche dort am 25. November 1792 vor.

Zeitweise war er Präsident des Clubs. Pape machte sich außerdem einen Namen als Volksredner und war als Herausgeber der Mainzer Nationalzeitung auch journalistisch tätig. Dabei sprach er sich vor allem gegen die bisherige Form der Religion und gegen die Fürsten aus. Allerdings versuchte er in seiner Schrift: Vereinigung der neufränkischen Verfassung mit dem Katholizismus (Mainz, 1792) nachzuweisen, dass sich Republik und Katholizismus nicht ausschließen würden. Außerdem versuchte er widerstrebende Einwohner von Mainz durch Drohungen hinter die Jacobiner zu bringen. In einem offenen Schreiben an „Friedrich Wilhelm Hohenzollern, dermalen König in Preußen“ vom 20. Dezember, griff er diesen scharf an und unterzeichnete mit „Dein und aller Könige Feind“. Auch den Landgrafen von Hessen-Kassel griff er wegen des Soldatenverkaufs während der Amerikanischen Revolution in einer Schrift an. Dieses radikale und provozierende Vorgehen löste Kritik von Seiten der Führung der Republik aus, da man ein militärisches Vorgehen fürchtete.
In einer von Karl August von Hardenberg für die preußische Regierung zusammengestellten Liste Verzeichnis aller seit der Einnahme von Mainz für französische Freiheit erschienenen Schriften sind auch die Schriften Papes verzeichnet. In der Antwort des Kabinettsministerium hieß es: „Vielleicht läßt sich von dem Verzeichnis, da einige von den Verfassern genannt sind, bei der Wiedereroberung der Stadt Gebrauch machen. Besonders wäre es zu wünschen, daß man sich des Pape bemächtigen könnte, da der Titel der unter Nr. 24 mit seinem Namen aufgeführten Schrift schon auf die Abscheulichkeit ihres Inhalts schließen läßt. Wenn es möglich wäre, sie zu bekommen, so würden wir gern sehen, daß Ihr sie uns einschicktet, um solche, wenn der Bösewicht einmal in Verhaft geriete, gegen ihn zu gebrauchen.“ Gegen die Verbreitung von Papes Schrift erließ die Regierung in Berlin Verfügungen, um die Verbreitung in Preußen aber auch in anderen Territorien zu unterbinden.
Beim Vordringen der Reichstruppen auf linksrheinisches Gebiet wurde Pape mit anderen Mitgliedern des Mainzer Jakobinerclubs gefangen genommen und zur Festung Königstein gebracht. Auf dem Weg dahin wurde er unter Beteiligung von Heinrich Friedrich Karl vom Stein mehrfach misshandelt. Später konnte Pape unter ungeklärten Umständen aus der Festung fliehen.

## Richter und Jurist
Als capitain adjoint trat er in die französische Rheinarmee ein. Zwischen 1793 und Juli 1798 hielt er sich als Hauptmann und Kommissar des conseil de guerre in Auxonne auf, wo er 1794 auch heiratete. Im Juli 1798 wurde Pape zum Präsidenten des Kriminalgerichts des Départements Marne ernannt, ohne dass er dieses Amt antreten konnte. Am 27. August 1798 wurde er zum Präsidenten des Zivilgerichtshofes des Département de la Sarre in Trier und am 4. November 1798 zum Präsidenten des Kriminalgerichtshofes des Département de la Roer mit Sitz in Köln ernannt. Im April 1800 wurde er abgesetzt. Die unmittelbare Ursache war der Vorwurf, er hätte eine Kindesmörderin nicht mit der vollen Härte des Gesetzes bestraft. Dahinter standen aber wohl auch Konflikte innerhalb der Kölner Justiz.
Anschließend übersandte er dem französischen Regierungskommissar Informationen und Einschätzungen über führende Richter und Inhaber öffentlicher Ämter in den rheinischen Departements. Verbunden war dies mit Hinweisen auf die Probleme, die im Verlauf der Neuordnung der Verwaltung in den linksrheinischen Gebieten entstanden waren. Dazu zählte Pape Ämterhäufung und Verschwendung. Dabei übte er insbesondere Kritik an den politischen Clubs in Mainz, Koblenz, Köln und Aachen.
Nach der Entlassung ging er zunächst nach Paris. Später wurde Pape Advokat in Trier.

## Schriften
- Andreas Spitz/Friedrich Georg Pape: De archidiaconatibus in Germania ac Ecclesia Coloniensi, speciatim de archidiaconatu maiore Bonnensi, Diss. Bonn 1790
- Offenherzige Zuschrift an Friedrich Wilhelm Hohenzollern, dermalen König aus Preußen, Mainz 1792 (Digitalisat)
- Pragmatische Geschichte der christlichen und vorzüglich der teutschen Kirche, Band 1, Frankfurt o. J.
- Vereinigung der neufraenkischen Verfassung mit dem Katholizismus vorgetragen am 25. Nov. 1792 der Versammlung d. Freunde f. Freiheit u. Gleichheit im grossen ehem. Hofsale zu Mainz, Mainz 1792